# Tortricini
De Tortricini zijn een geslachtengroep van vlinders in de onderfamilie Tortricinae van de familie bladrollers (Tortricidae).

## Taxonomie
De geslachtengroep bevat de volgende geslachten:

- Accra Razowski, 1964
- Acleris Hübner, 1825
- Aleimma Hübner, 1825
- Algoforma Razowski, 2005
- Amboyna Razowski, 1964
- Anaccra Razowski, 1990
- Anameristes Common, 1965
- Apotoforma Busck, 1934
- Archigraptis Razowski, 1964
- Asterolepis Razowski, 1964
- Beryllophantis Meyrick, 1938
- Brachiolia Razowski, 1964
- Cnesteboda Razowski, 1990
- Congoprinsia Razowski, 2012
- Cordatijuxta Razowski, 2012
- Cornesia Razowski, 1981
- Curioseboda Razowski, 2012
- Eboda Walker, 1866
- Elaeodina Meyrick, 1926
- Exeristeboda Razowski, 1990
- Herotyda Razowski, 1971
- Latibulocrinis Tuck, 1985
- Merguinia Razowski, 2012
- Nephograptis Razowski, 1981
- Panegyra Diakonoff, 1960
- Paraccra Razowski, 2005
- Paracroesia Yasuda, 1972
- Paratorna Meyrick, 1907
- Pareboda Razowski, 1966
- Plinthograptis Razowski, 1981
- Polemograptis Meyrick, 1910
- Pseudeboda Razowski, 1964
- Pseudocroesia Razowski, 1966
- Reptilisocia Diakonoff, 1983
- Rubidograptis Razowski, 1981
- Rubrograptis Razowski, 1981
- Russograptis Razowski, 1981
- Rutilograptis Razowski, 1981
- Sabahtortrix Razowski, 2012
- Sanguinograptis Razowski, 1981
- Sclerodisca Razowski, 1964
- Shafferograptis Tuck & Razowski, 2012
- Spatalistis Meyrick, 1907
- Spinacleris Razowski, 2012
- Tortrix Linnaeus, 1758
- Transita Diakonoff, 1976
- Trophocosta Razowski, 1964
- Tymbarcha Meyrick, 1908
- Vellonifer Razowski, 1964